# روبين هارمز
روبين هارمز مواليد 9 يونيو 1981، هو متسابق دراجات نارية دانمركي. نافس في سباقات بطولة العالم لفئة 125 سي سي. كما شارك في بطولة العالم للسوبرسبورت.

## روابط خارجية
- روبين هارمز على موقع MotoGP.com (الإنجليزية)
- روبين هارمز على موقع WorldSBK.com (الإنجليزية)